# Navidezna resničnost na delovnem mestu

## Navidezna resničnost na trgu dela
Navidezna resničnost ali VR (ang. virtual reality) za razliko od hologramov in drugih navideznih projekcij ustvari 100 % digitalni svet, v katerega je gledalec v celoti potopljen.  Do leta 2020 bo navidezna resničnost na trgu vredna okrog 30 milijard dolarjev in do leta 2025 naj bi bilo prodanih 500 milijonov naglavnih setov za navidezno resničnost. Medtem ko večina ob omembi navidezne resničnosti pomisli na videoigre in filme, ima ta vrsta tehnologije vedno večji vpliv tudi na delovna okolja povsod po svetu.
V zadnjem desetletju vzporedno z njenim razvojem narašča tudi količina uporabe navidezne resničnosti v različne namene, kot so podatkovna analiza, pregled skic, razvoj in načrtovanje produkta, marketing, treningi in podobno. Precej široko področje postaja tudi navidezni oziroma virtualni trening (ang. »coaching«) in navidezno delovno okolje. Navidezna resničnost oziroma njen razvoj torej obljublja tudi, da bo inženirjem in oblikovalcem bo olajšala razvoj produktov, prav tako pa bodo zaposleni lažje delali na daljavo, torej lahko od doma in posledično bi lahko to pomenilo njihov umik iz delovnega mesta v podjetjih, če se bodo trenutni trendi nadaljevali.

## Možnosti uporabe na delovnem mestu
Čeprav se navidezna resničnost še vedno sliši kot stvar prihodnosti, njena proizvodnja strmo narašča (od leta 2012 je število VR podjetij naraslo kar za 250 %), uporabna pa je v nešteto situacijah; prodira tudi na trg dela. Do sedaj so bile videoigre tiste, s katerimi je navidezna resničnost zaslovela, a videoigre niso nič drugega kot kompleksne situacije namišljenih okolij in likov in prav take simulacije bi lahko za trg dela pomenile nov pogled.
- Navidezna resničnost bo poenotila geografsko raznovrstna delovna okolja. Virtualne konference bo navidezna resničnost ponesla na novo stopnjo; namesto ukvarjanja s platni in projektorji bodo lahko zaposleni v trenutku navidezno v isti sobi za isto mizo, čeprav se bodo nahajali na različnih koncih sveta.
- Z uporabo VR se bomo lahko izognili tudi nevarnostim pri preizkušnjah, testiranjih in v učnih situacijah, ki so predstavljene zaposlenim, saj bomo s to vrsto tehnologije lahko ustvarili varno, predvidljivo in dobro opremljeno okolje za učenje novih veščin, testno okolje ali urjenje. Tako bi to lahko pomagalo vrsti poklicev; od kirurgov do astronavtov in inženirjev tako pri simulaciji delovnih situacij kot pri oblikovanju novih proizvodov. Tudi testne vožnje, ki velikokrat predstavljajo nevarnosti, bi se lahko (in se tudi že) varno izvajale preko navidezne resničnosti.
- Navidezna resničnost bo olajšala tudi način dela z dvema ali več zasloni. Veliko zaposlenih po svetu si olajša delo za računalnikom z dvema zaslonoma, z navidezno resničnostjo pa bi to lahko storili prostorsko ekonomično, bolj organizirano, podatki nam bi bili hitreje in lažje dostopni.
- Ta vrsta tehnologije pa nam ne pomaga le pri bolj učinkovitem upravljanju dela, temveč bi lahko pomagala tudi zaposlovati: z navidezno resničnostjo lahko prepoznamo talente. Kandidate lahko namreč z navidezno resničnostjo izpostavimo situacijam in okolju, ki mu bodo kasneje izpostavljeni na delovnem mestu in tako kadrovska služba presodi, če so primerni. Prav tako se navidezna resničnost kasneje na delovnem mestu lahko uporablja za izobraževanja in pridobivanja novih spretnosti in nam daje vpogled v to, kje so zaposleni napredovali ali kje še potrebujejo nadaljnje izobraževanje. Lahko pa tudi mladim VR izkušnja delovnega okolja ali vsakdanjega delovnika nekega poklica pomaga pri karierni odločitvi.
- S pomočjo navidezne resničnosti lahko izzovemo tudi empatične odzive in tako jo lahko podjetja uporabijo, da zaposlenim približajo življenje in potrebe strank (npr. zaposleni si pogledajo vsakdanjik njihove stranke).[1]

## Virtualno oziroma navidezno delovno mesto
Današnji izzivi na delovnem mestu se osredotočajo na zmanjševanje in nadzor stroškov, globalno razširjenje posla, izboljševanje kvalitete, izboljševanje postrežbe strankam in pospeševanje postopka razvoja produkta, mnogi pa kot rešitev za te težave vidijo v razvijajoči se tehnologiji in virtualnem oziroma navideznem delovnem mestu, delu od doma in virtualnih pisarnah, ki predstavljajo fleksibilnost delovnega mesta.
Virtualno oziroma navidezno delovno mesto se ne nahaja na nobenem fizičnem mestu in je običajno mreža več delovnih mest, ki so povezana skozi tehnologijo brez omejitev geografskih meja. Zaposleni tako lahko komunicirajo neodvisno od tega, kje se nahajajo. Poznamo tri vrste navideznega delovnega mesta: telekomunikacija, »hot desking« (zaposleni nimajo stalne delovne mize, ampak do njih dostopajo glede na potrebe tehnologije, ki jo potrebujejo) in virtualna oz. navidezna ekipa (več zaposlenih dela v tesni ekipi, čeprav so si fizično oddaljeni, prek tehnoloških medijev).
Virtualna oziroma navidezna pisarna pa se nanaša na storitve, za katere plačamo, a zanje ne obstaja neko fizično delovno mesto. Vključuje storitve na daljavo, lahko tudi kot strokovna pomoč preko digitalne komunikacije v živo. Primer virtualnih pisarn so oddaljeni receptorji, virtualni asistenti, klicni centri, glasovna sporočila ipd. Z navidezno resničnostjo bodo taki načini dela oživeli.

## VR in delo na daljavo
Čas razvite tehnologije nam omogoča, da delo opravljamo kadarkoli in kjerkoli. Danes delovno okolje ni več omejeno strogo na fizično lokacijo in tehnologija, ki je denarno dosegljiva in sofisticirana, omogoča, da so zaposleni vedno »povezani« s službo. Število ljudi, ki delajo od doma, narašča. Navidezna resničnost bo pospešila delo na daljavo, saj se bodo zaposleni lažje digitalno povezali med seboj. Npr. Facebook že razvija virtualne klepetalnice in tak način dela bi se kaj kmalu lahko preselil v podjetja. Ta pojav pa je s seboj prinesel tudi neprijetne posledice; čas, ki ga zaposleni preživijo ob delu zunaj uradnih ur, se je povečal, kar predstavlja dilemo za razvoj virtualnih človeških virov (VHRD). A želja, da bi omogočili dostopne in priročne priložnosti za učenje, je pogosto v nasprotju s prizadevanjem zaposlenega posameznika, ki se trudi ustvariti in vzdrževati ravnotežje med delom in življenjem.

## Zmanjševanje stresa na delovnem mestu
Zadnje čase z razvojem navidezne resničnosti narašča tudi navdušenje nad njeno uporabo za ocenjevanje in uravnavanje stresa. S pomočjo navidezne resničnosti lahko na podlagi vedenjsko-kognitivne terapije izpostavljamo posameznike potencialnim stresorjem, npr. zaposlene postopno izpostavimo stresni situaciji na delovnem mestu v navidezni resničnosti, da tako zmanjšamo stres na delovnem mestu. Cilj je virtualno predstaviti stresor, ki naj se pojavlja skupaj z učinkovito strategijo spoprijemanja, ki zaposlenega pripravi na soočanje s podobnimi situacijami v realnem življenju oziroma na delovnem mestu.
V raziskavi je dvajset medicinskih sester sodelovalo v navideznih simulacijah stresnih situacij na delovnem mestu. Med izpostavljenostjo različnim navideznim (delovnim) okoljem so udeleženkam merili ritem dihanja ter spremljali elektrokadriogram. Uporaba VR scenarijev je pripomogla k statistično pomembni spremembi anksioznosti (p < .01). Uporaba navidezne resničnosti torej predstavlja novo, precej zanesljivo metodo ocenjevanja stresa in drugih dejavnikov na delovnem mestu, v prihodnosti pa bi lahko navidezno resničnost uporabili tudi za terapije in klinične prakse (v smeri zdravljenja).

## Možnosti uporabe na specifičnih delovnih mestih
Z navidezno resničnostjo bodo podjetja hitreje in lažje razvila produkte. S to tehnologijo ne bo več treba uporabljati glinenih modelov ali maket, kar bo inženirjem in oblikovalcem olajšalo in pospešilo potek dela. Tudi zaposlenim v marketingu se z razvojem navidezne resničnosti odpirajo nove priložnosti oglaševanja z npr. posnetki v navidezni resničnosti (360-stopinjski pogled). Z navidezno resničnostjo pa se bodo zmanjšali stroški storitev, saj si bodo z njeno pomočjo stranke lahko postregle same (npr. pri nakupovanju pohištva in načrtovanju notranje opreme), torej bo to ugodno za podjetja, ki ponujajo različne storitve, in njihovim zaposlenim.

## Negativni vidiki uporabe
Navidezna resničnost bo morda vodila v umik (predvsem mladih) iz delovne skupnosti. Študije kažejo, da pogosto igranje videoiger vodi v odklanjanje zaposlitve in kasnejšo osamosvojitev, popularizacija navidezne resničnosti v videoigrah, ki še bolj zasvaja, pa bi lahko mlade vodila v umik s trga dela ali v manj dela.
Raziskave so pokazale, da je kar 44 % zaposlenih poročalo o preobremenjenosti na delovnem mestu. Prav tako poročajo, da ne morejo premakniti dela domov brez spreminjanja njihovih medosebnih odnosov; čeprav uporaba tehnologije, kot je navidezna resničnost, povečuje povezanost s službo, produktivnost, učinkovitost in  fleksibilnost, integracija dela in življenja doma pogosto vodi v zabrisane meje med tema dvema aspektoma življenja zaposlenih in tako prinese določene neugodnosti.